# Robert Nowaczyk
Robert Sławomir Nowaczyk (ur. 14 lutego 1968 w Warszawie, zm. 13 lipca 2023 w Lublinie) – polski prawnik, adwokat specjalizujący się w odzyskiwaniu nieruchomości w Warszawie na podstawie tzw. Dekretu Bieruta. Rozgłos medialny zyskał za sprawą afery reprywatyzacyjnej (szczególnie po reprywatyzacji działki przy ul. Chmielnej 70), a sam został nazwany przez media rekinem reprywatyzacji. 

## Życiorys

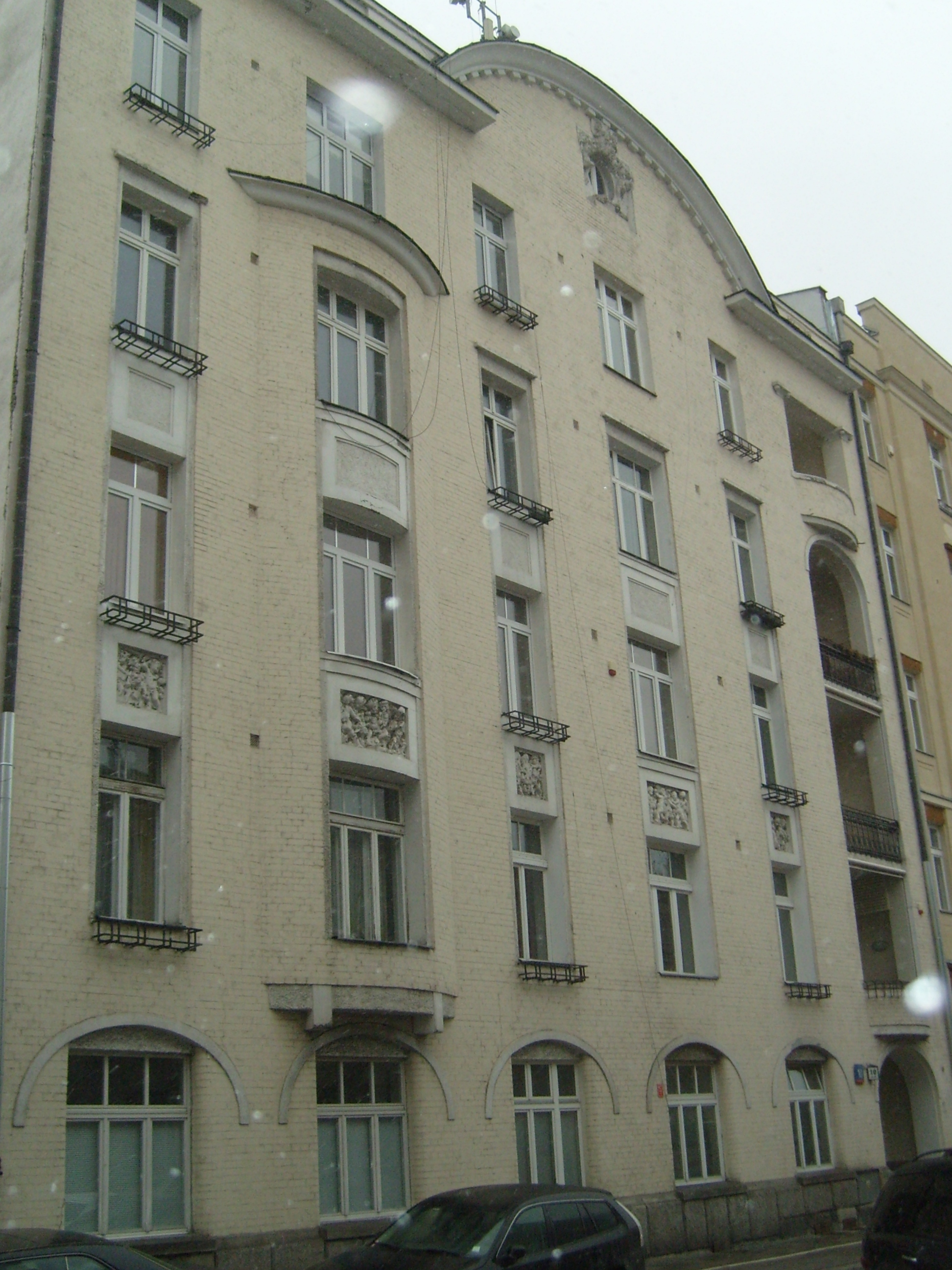
Kamienica nr 10 przy alei Róż

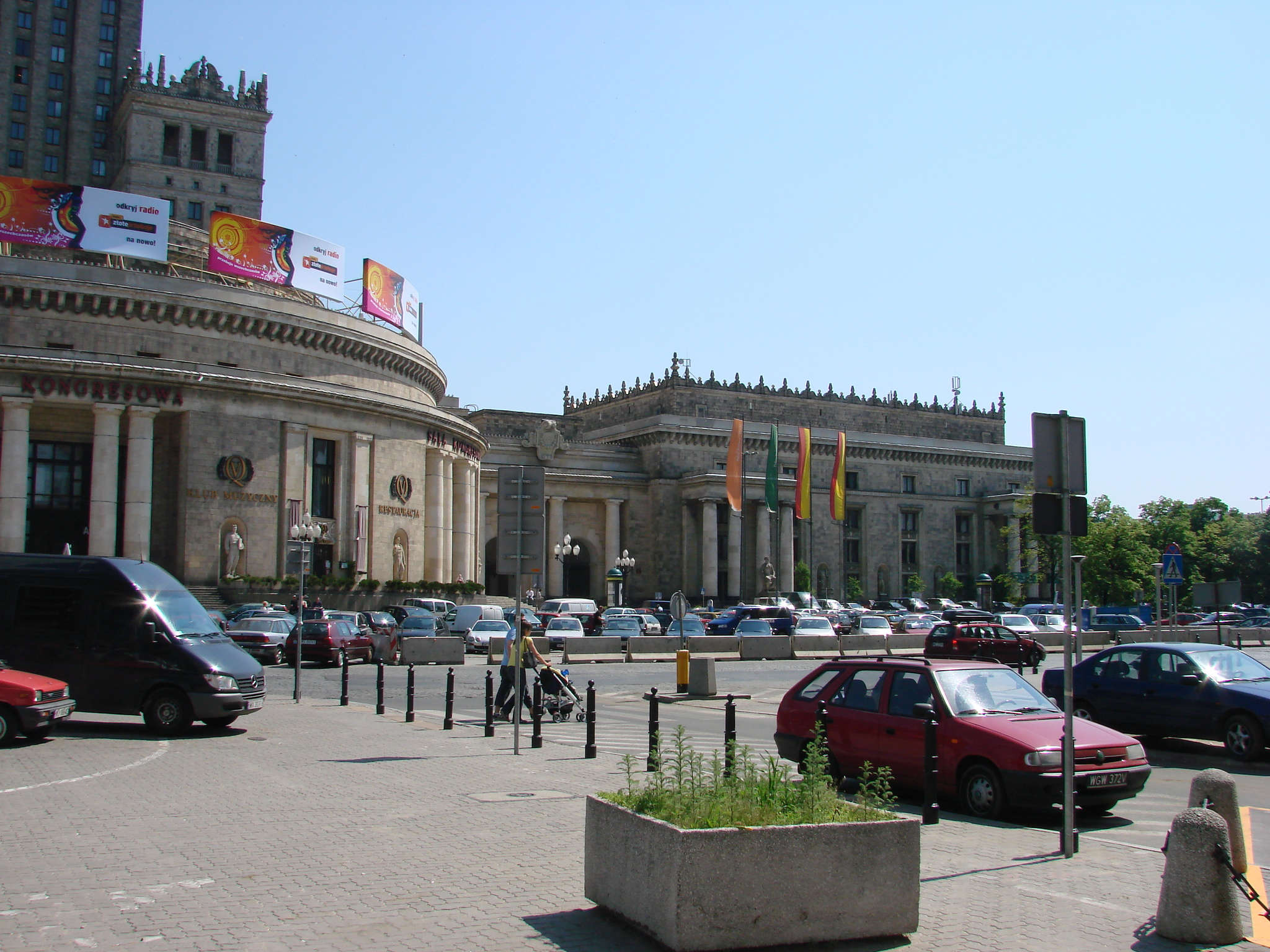
W tle parcela przy ul. Chmielnej 70

Był synem Mariana i Janiny. W 2006 odzyskał dla klientów kamienicę przy alei Róż 10, gdzie potem przeniósł swoją kancelarię. W polskiej domenie założył stronę internetową pod nazwą „Reprywatyzacja”. Zabiegał o ponad 100 nieruchomości, z czego 45 odzyskał dla siebie bądź dla swoich klientów.
W 2008 Nowaczyk przeprowadził osiem zwrotów, w 2011 siedem, a rok później dziesięć – wśród których znalazła się działka przy ulicy Chmielnej 70. Z samych odszkodowań za nieruchomości, których nie dało się już zwrócić (np. drogi, parki itp.), wywalczył łącznie dla swoich klientów 96 milionów złotych.

### Afera reprywatyzacyjna
W 2016 wybuchła afera w wyniku serii publikowanych w „Gazecie Wyborczej” przez Iwonę Szpalę i Małgorzatę Zubik artykułów, w których opisywano nieprawidłowości warszawskiej reprywatyzacji oraz niejasne związki między urzędnikami Ratusza, a następcami prawnymi dawnych właścicieli nieruchomości. Powiązania Roberta Nowaczyka z wicedyrektorem Biura Gospodarski Nieruchomościami Jakubem Rudnickim, który przygotowywał i podpisywał decyzje zwrotowe, zyskały największy rozgłos w tej sprawie. Dziennikarki opisały, jak miasto w 2012 oddało działkę przy ul. Chmielnej 70 o szacunkowej wartości ok. 160 milionów złotych, której nie należało zwracać, gdyż roszczenia do niej zostały spłacone jeszcze w czasach PRL na podstawie umów indemnizacyjnych.
1 lutego 2017 został aresztowany na 3 miesiące wraz z 3 innymi osobami. Według Prokuratury Regionalnej we Wrocławiu byli „podejrzani o oszustwo na szkodę spadkobierców polskiego generała, który na skutek działań wojennych znalazł się w Londynie, a następnie w Kanadzie”. Po kilkukrotnym przedłużeniu aresztu, w sierpniu 2018 został z niego zwolniony, dzięki wpłaceniu 1 mln zł poręczenia majątkowego.
Ze względu na jego rolę w aferze reprywatyzacyjnej, Dziennik Gazeta Prawna uznał Nowaczyka za piątego najbardziej wpływowego prawnika 2016.

## Lista przejętych nieruchomości
17 października 2016 „Gazeta Wyborcza” opublikowała interaktywną mapę z adresami nieruchomości, które Nowaczyk przejął dla swoich klientów lub dla siebie w wyniku reprywatyzacji.

### Budynki
- Karowa 14/16
- Mokotowska 7
- Hoża 70
- Suligowskiego 7
- al. Róż 10
- Saska 58
- Saska 56
- Bagatela 14
- Bracka 23
- Poznańska 14
- Nowy Świat 63
- Obozowa 102
- Młynarska 48
- Grochowska 71A
- Cegłowska 40
- Piotrkowska 13
- Lekarska 9
- Łęczycka 4

### Działki
- Króżańska 12
- Hoża 26
- Solec 53
- Emilii Plater 12
- Chmielna 70
- Bema 95
- Młocińska 5/7
- Zagórna 2/4
- Goszczyńskiego 17A
- Różana 36
- Wiśniowa 31/33
- Dobra 32
- Grabowa 4
- Piękna 11A
- Noakowskiego 20
- Kossaka 9

### Działki z budynkami
- Burakowska 4
- Mokotowska 63
- Wejnerta 34
- Wilcza 14A
- Mazowiecka 12
- Kossaka 5
- Sułkowskiego 25/27